# Rue Primo-Levi
La rue Primo-Levi est une voie du 13e arrondissement de Paris, en France.

## Situation et accès

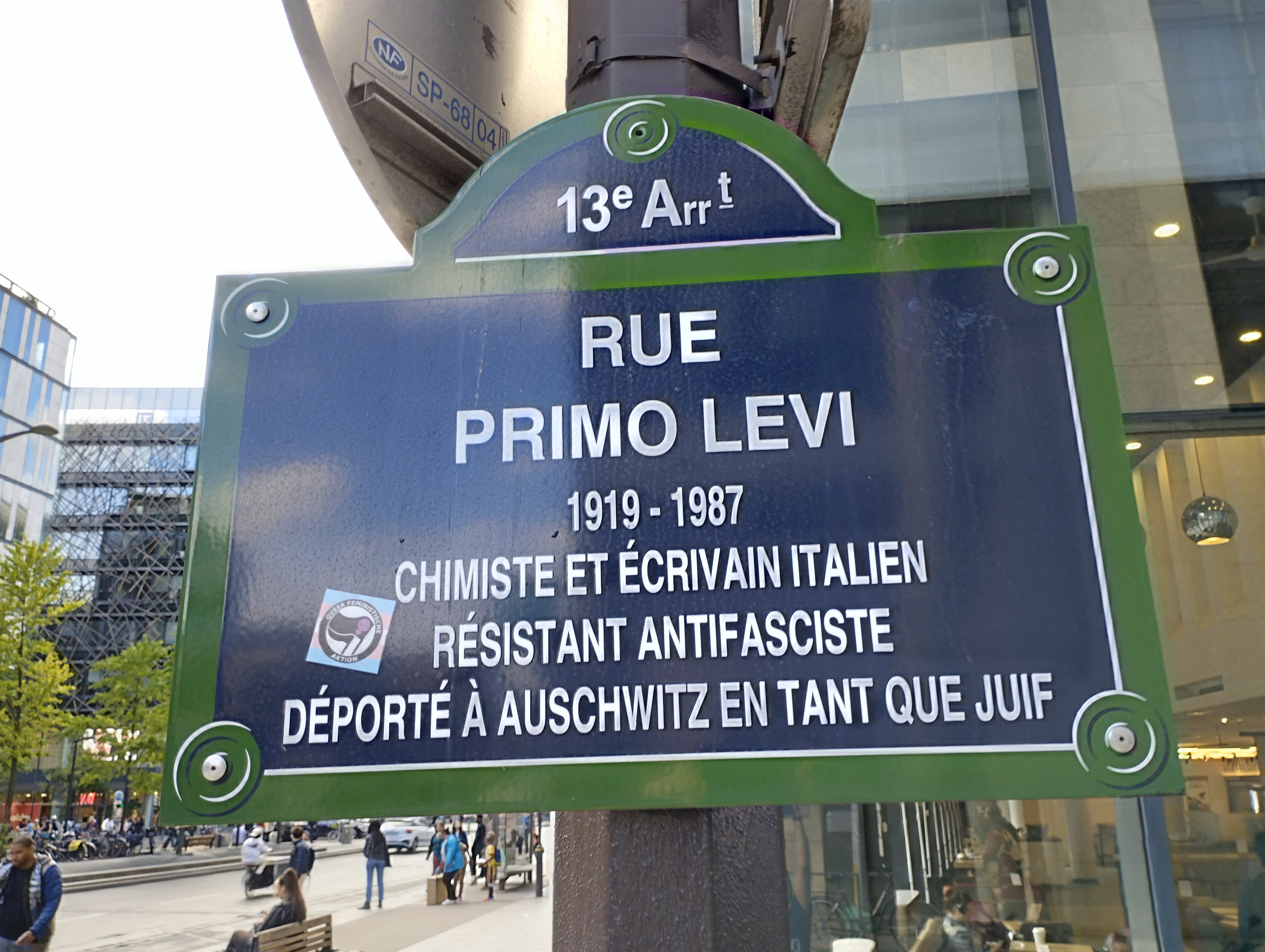
Plaque de la rue Primo Levi.

La rue Primo-Levi, située dans le 13e arrondissement de Paris, débute au 81, quai Panhard-et-Levassor et se termine au 104, avenue de France. Elle est desservie par la ligne de métro 14 à la station Bibliothèque François-Mitterrand, ainsi que par la ligne C du RER (gare de la Bibliothèque François-Mitterrand) et par la ligne de tramway T3a (station Avenue de France).

## Origine du nom
Elle porte le nom de Primo Levi (1919-1987), docteur en chimie et déporté à Monowitz et auteur, entre autres, de Si c'est un homme.

## Historique
Cette voie est créée dans le cadre de l'aménagement de la ZAC Paris-Rive-Gauche sous le nom provisoire de « voie EC/13 », et prend sa dénomination actuelle le 24 octobre 2003.
Par arrêté municipal en date du 24 juillet 2006, elle est ouverte à la circulation publique.

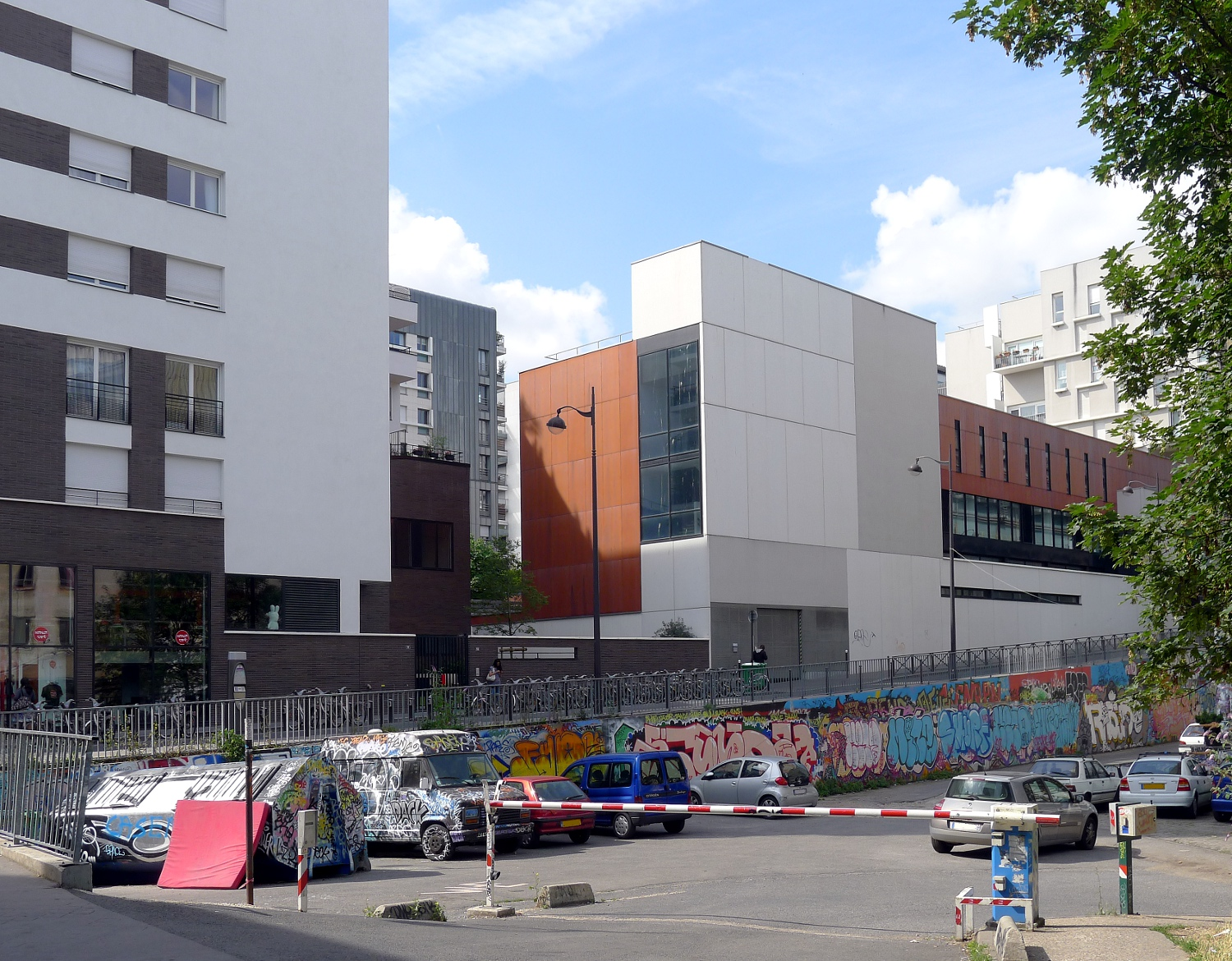
La rue Primo-Levi jouxte en 2011 le terrain des Frigos.